# Jewellara
× Jewellara (abreviado Jwa en el comercio) es un híbrido intergenérico entre los géneros de orquídeas Broughtonia × Cattleya × Epidendrum × Laelia. Fue publicado en Orchid Rev. 89(1053) cppo: 8 (1981).